# نویبورگر
نویبورگر (به آلمانی: Neubörger) یک شهر در آلمان است که در امسلاند واقع شده‌است. نویبورگر ۱٬۵۸۰ نفر جمعیت دارد.